# Mozartdenkmal (Purkersdorf)

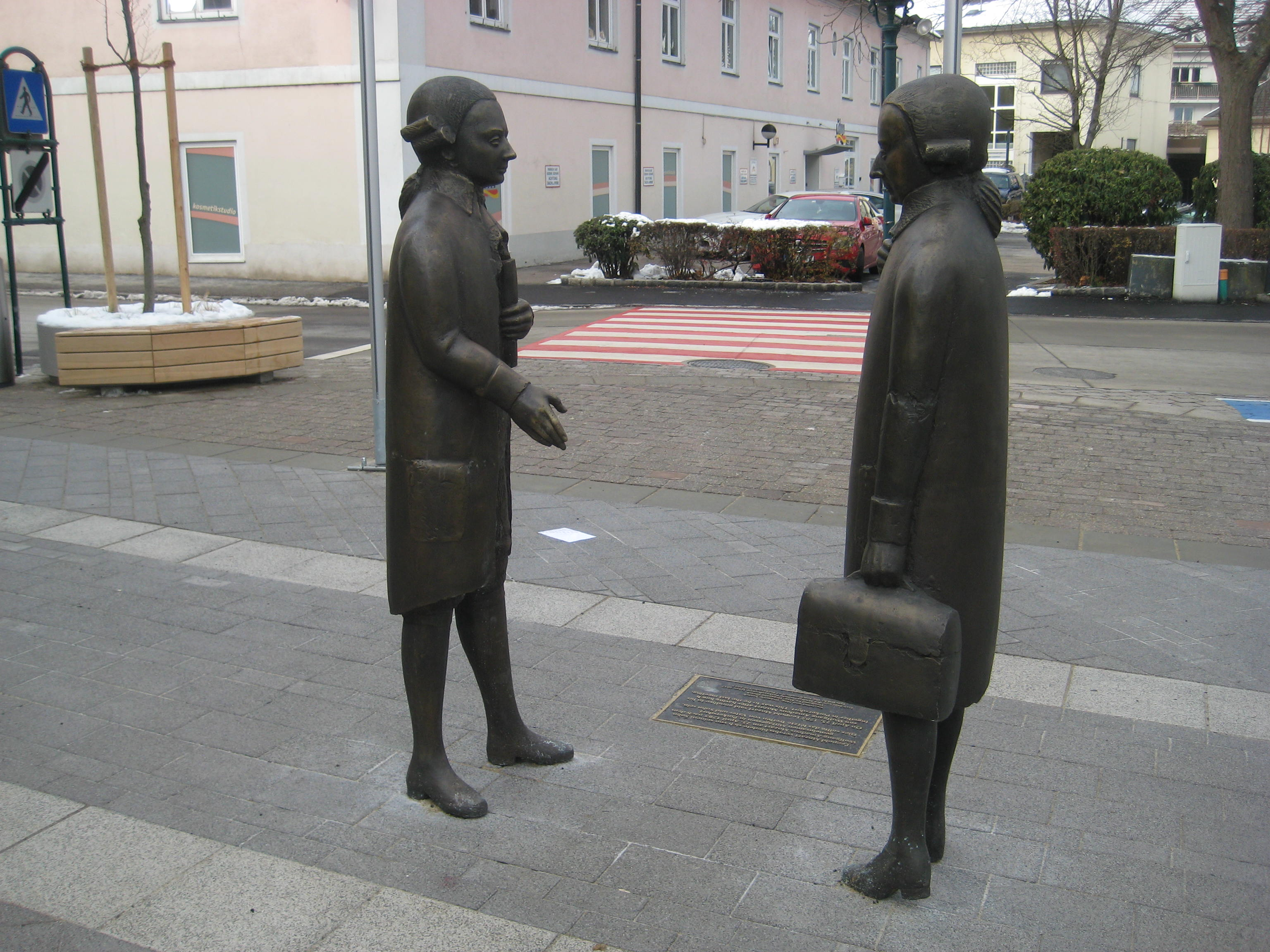
Mozartdenkmal in Purkersdorf. Gestaltet von Dragutin Santek.

Das Mozartdenkmal in Purkersdorf erinnert an das letzte Zusammentreffen zwischen Wolfgang Amadeus Mozart und seinem Vater Leopold Mozart am 25. April 1785.

## Entstehungsgeschichte
Im Mozartjahr 2006 produzierte der japanische Fernsehsender NHK World die Serie Daily Mozart. Die 114. Folge dieser TV-Reihe spielte zu einem großen Teil in Purkersdorf. Dieser Beitrag handelte von der Verabschiedung von Wolfgang Amadeus und seiner Frau Konstanze von seinem Vater Leopold Mozart nach dem gemeinsamen Mittagessen am 25. April 1785 in Purkersdorf. Es war das letzte Zusammentreffen von Vater und Sohn Mozart.
Daraus entstand die Idee, eine Mozart-Gedenkstätte zu errichten. Vizebürgermeister und Stadtrat Christian Matzka entwickelte mit den Mitgliedern des Ausschusses für Kultur und Wissenschaft der Stadtgemeinde Purkersdorf in der Zeit von 2012 bis 2015 ein Konzept für die Errichtung des Denkmals zur Erinnerung an dieses Ereignis, und man entschied sich für den Entwurf des in Purkersdorf lebenden akademischen Bildhauers Dragutin Santek.
Im Zuge der Neugestaltung des Hauptplatzes wurde die Mozart-Gedenkstätte in dem verkehrshistorischen Ensemble, bestehend aus der ehemaligen Poststation, dem von der Familie Mozart wahrscheinlich besuchten Einkehrgasthof „Goldener Adler“ (heute „Nikodemus“) und dem ehemaligen Mauthaus an der Reichsstraße nach St. Pölten neben dem historischen Meilenstein errichtet. Im Spätherbst 2017 wurden die Figuren aufgestellt und mit einer großen Festveranstaltung am 5. Mai 2018 in die Purkersdorfer Kulturszene aufgenommen.

## Beschreibung
Die beiden von Dragutin Santek gestalteten Figuren wurden in Bronze gegossen. Wolfgang und Leopold Mozart wurden in der originalen Lebensgröße von 1,63 Meter dargestellt. Sie stehen einander auf dem Hauptplatz nahe dem historischen Meilenstein gegenüber, um einander zum Abschied die Hände zu reichen. Daneben ist eine erklärende Bronzetafel in den Boden eingelassen.